# Prepiella deicoluria
Prepiella deicoluria är en fjärilsart som beskrevs av William Schaus 1940. Prepiella deicoluria ingår i släktet Prepiella och familjen björnspinnare. Inga underarter finns listade i Catalogue of Life.